# Open Software Foundation
Open Software Foundation (OSF) je společnost, která byla založena roku 1988, aby vytvořila otevřený standard pro operační systém Unix. OSF vznikla na popud Armanda Stettnera z firmy DEC, který uspořádal setkání pro několik vybraných prodejců unixových systémů (Hamilton Group). Cílem OSF byl společný vývoj softwaru a to, jako odpověď na hrozbu jednostranných úsilí firem AT&T a Sun Microsystems na Systému V Release 4 (SVR4) a s tím spojenou obavou, že ostatní prodejci budou odříznuti od standardizace.
Spory mezi různými verzemi Unixu jsou známé jako Unixové války. AT&T později založila organizaci Unix International (UI), jako odpověď na OSF.

## Členové
Oficiálními členy organizace byli Apollo Computer, DEC, Groupe Bull, Hewlett-Packard, IBM, Nixdorf Computer a Siemens AG (také známí jako „Gang of Seven“). Pozdějšími členy se staly firmy Philips a Hitachi.

## Výsledky činnosti OSF
Standardní unixová implementace OSF/1 byla vydána v roce 1992.
Vývoj OSF/1 byl ukončen v roce 1994 pro jeho neuspokojivé prodejní výsledky. Jediný prodejce používající OSF/1 byl DEC, který OSF/1 přejmenoval na Digital UNIX (po převzetí Digitalu firmou Compaq byl známý jako Tru64 UNIX).
Další známé technologie vyvinuté v OSF zahrnují Motif, DCE nebo widget toolkit.
V roce 1993 bylo jasné, že větší hrozbou než jsou různé varianty Unixu, je zvyšující se procento prodaného software od Microsoftu. V květnu vznikla COSE iniciativa, jejími iniciátory byly vedoucí firmy ve světě Unixu, a to jak ze strany UI tak od OSF: Hewlett-Packard, IBM, Sun, Unix System Laboratories a Santa Cruz Operation. Součástí dohody bylo i to, že se Sun stane členem OSF a také, že OSF poskytne Motif konsorciu X/Open, a to pro certifikaci a distribuci.
V březnu 1994 se OSF a UI spojily do jedné organizace, nazvané stále OSF. Převzaly vývoj COSE modelu a používaly jej pro svou novou technologii, Pre-Structured Technology (PST). Nástupcem PST byl Common Desktop Environment (CDE). V září 1995 se sloučily OSF/Motif a CDE. Vznikla korporace CDE/Motif.
V únoru 1996 se nový OSF sloučil s X/Open, a tak vznikla The Open Group. Navzdory podobnému jménu a tomu, že obě organizace vznikly v Cambridge ve státě Massachusetts, nikdy nebylo žádné spojení mezi OSF a Free Software Foundation.